# Портрет Антона Петровича Великопольского
«Портрет Антона Петровича Великопольского» — картина Джорджа Доу и его мастерской из Военной галереи Зимнего дворца.
Картина представляет собой погрудный портрет генерал-майора князя Антона Петровича Великопольского из состава Военной галереи Зимнего дворца.
К началу Отечественной войны 1812 года генерал-майор Великопольский находился в отставке, с августа состоял начальником 15-й дружины Санкт-Петербургского ополчения, в сражении под Смолянами был ранен. В Заграничных походах с отличием сражался в Пруссии и Саксонии и вновь был зачислен на действительную службу.
Изображён в генеральском мундире, введённом для кавалерийских генералов 6 апреля 1817 года. На шее крест ордена Св. Владимира 3-й степени. Справа на груди серебряная медаль «В память Отечественной войны 1812 года» на Андреевской ленте и бронзовая дворянская медаль «В память Отечественной войны 1812 года» на Владимирской ленте. На тыльной стороне картины надпись: Velikopolsy. Подпись на раме: А. П. Великопольскiй, Генералъ Маiоръ.
7 августа 1820 года Комитетом Главного штаба по аттестации Великопольский был включён в список «генералов, находящихся в сражениях, не внесённых в списки для галереи, потому что в препровождениях к рассмотрению Комитета не находятся». 3 июля 1821 года император Александр I повелел написать его портрет. Гонорар Доу был выплачен 10 ноября 1821 года. Готовый портрет был принят в Эрмитаж 7 сентября 1825 года.
В 1840-е годы в мастерской И. П. Песоцкого с портрета была сделана литография, опубликованная в книге «Император Александр I и его сподвижники» и впоследствии неоднократно репродуцированная.